# Кинофестиваль в Авориазе 1979 года
VII Международный фестиваль фантастического кино в Авориазе (кинофестиваль) (Le 7-eme edition du Festival international du film fantastique d'Avoriaz)  проходил во французских Альпах (Франция) в январе 1979 года.

## Жюри
- Роджер Корман — президент
- Тео Ангелопулос
- Дэвид Кэррадайн
- Майкл Лонсдейл
- Агостина Белли
- Франсуа Шале
- Жорж Коншон (Georges Conchon)
- Анна Карина
- Жан-Мари Перье
- Хорхе Семпрун
- Жан-Пьер Ивараль (Jean-Pierre Yvaral)

## Лауреаты
- Гран-при: «Патрик» (Patrick), Австралия, 1978, режиссёр Ричард Франклин
- Специальный приз жюри: «Фантазм» (Phantasm), США, 1978, режиссёр Дон Коскарелли
- Специальное упоминание: «Ночь, убийца» (Night, the Prowler, The), Австралия, 1978, режиссёр  Джим Шарман
- Приз критики: «Хэллоуин» (Halloween), США, 1978, режиссёр Джон Карпентер
- Приз «Золотая антенна»:
  - «Долгий уикенд» (Long week-end), США, 1978, режиссёр Колин Эгглстон
  - «Вторжение похитителей тел» (Invasion of the Body Snatchers), США, 1978, режиссёр Филип Кауфман